# Dělostřelectvo

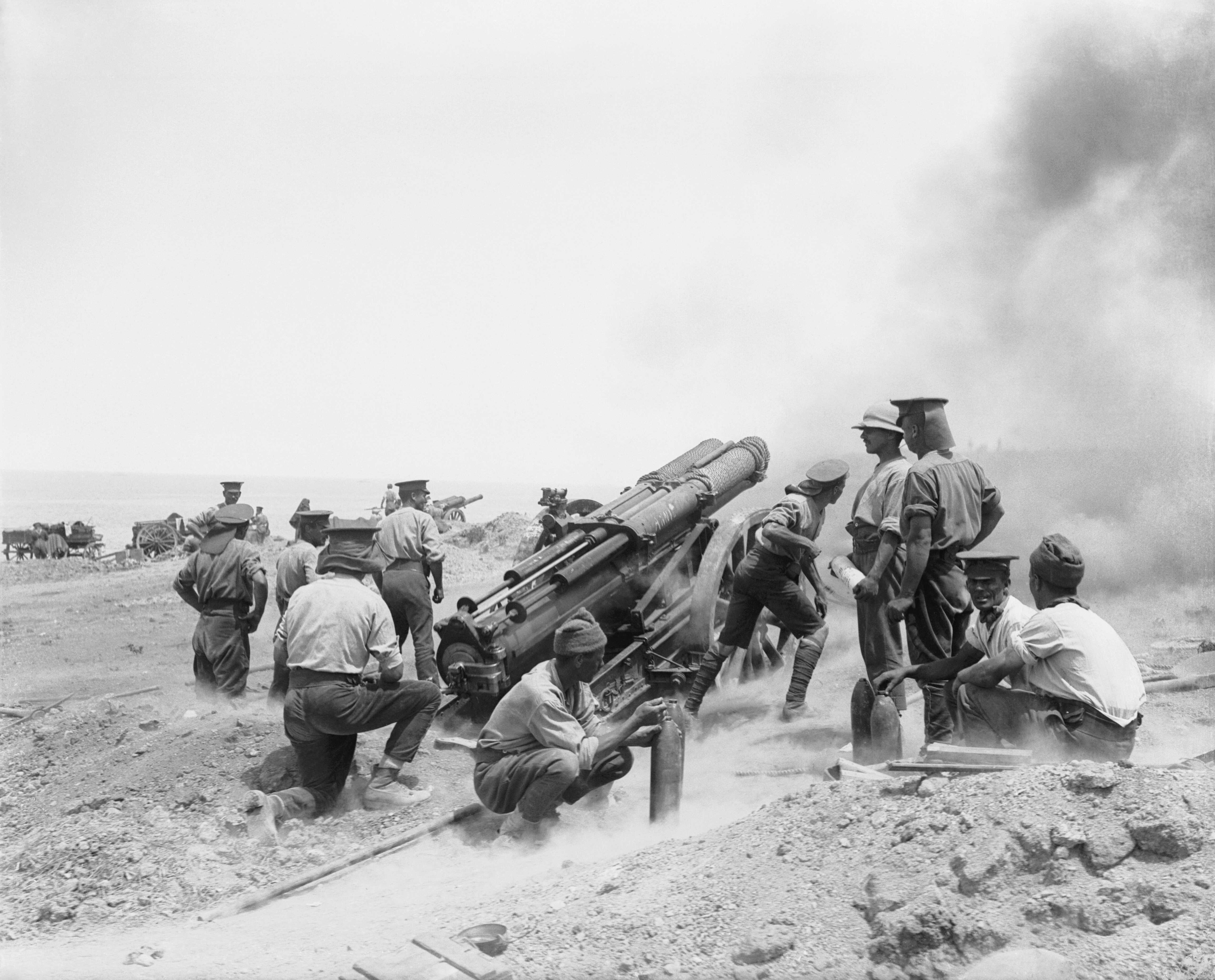
Britští dělostřelci během bitvy u Gallipoli (1915)

Dělostřelectvo (zastarale artilerie, z latinského ars tollendi – umění v házení) je druh vojska zajišťující hlavní palebnou podporu na bojišti. Hlavňové dělostřelectvo představují děla (kanóny a houfnice) a minomety, zatímco raketové dělostřelectvo je vyzbrojeno raketami odpalovanými z raketometů. Dělostřelecké zbraně se dále dělí na tažené, samojízdné (tažená děla s pomocným motorem) a samohybné.

## Obranné dělostřelectvo
Kromě mobilního dělostřelectva existuje i poziční, tedy obranné dělostřelectvo: Místo pohyblivých lafet používá pevně ukotvéné, proto mívá i větší ráže a dostřel. Historicky šlo například o obranu přístavů (Například silná turecká palebná postavení byla namířená na moře, Arabové je však obešli po poušti a dobyli, jak je zmíněno v příběhu Lawrence z Arábie;) nebo nějak jinak strategických míst, například horských sedel jako průchodů přes hory. (Např. italskofrancouzské pomezí, kde na vrcholku dosud stojí kanón z první světové války.)
Konstrukčně obdobná byla lodní děla moderních bitevních lodí: Původně připevněná k lodi pak po jejím poškození stále byla cenná, bylo možno je přesunout na břeh a používat i dále, pro místní obranu a ostřelování projíždějících nepřátelských lodí, prodlužovat tak jejich trasy nebo jim úplně zamezit průjezd.

### Palebné postavení
I pevná děla stále mají svůj rozsah možných pohybů a z toho vyplývající ostřelované palebné pole: Kromě náměru do výšky jimi lze v omezeném úhlu otáčet i do stran. S příchodem letectva a bombardovacích útoků vznikla potřeba palebných postavení typicky před městy, tzv. protiletecké obrany, která používá rychlopalná děla s vysokým, téměř až svislým náměrem: Extrémním (a sebezničujícím) případem pak mohla být i její přehradná palba bez míření, s upřednostněním rychlosti a množství před přesností.

### Palebné pole
Odměrem, náměrem, sílou nálože a hmotností projektilu je dán dostřel děl a celková ostřelovaná oblast, tedy palebné pole: Co se vystřelí také někam dopadne, bez ohledu, zda šlo zásah cíle, anebo ne. Obzvláště pro nepřímou palbu je typické, že ostřelovaná oblast a palebné postavení nesouvisejí, na mapě se ani nedotýkají. Například naše dřívější dělostřelecké cvičiště a letecká střelnice ve výcvikovém prostoru Jince v Brdech se z palebného postavení střílelo na až šest různých cílových ploch.

## Historie

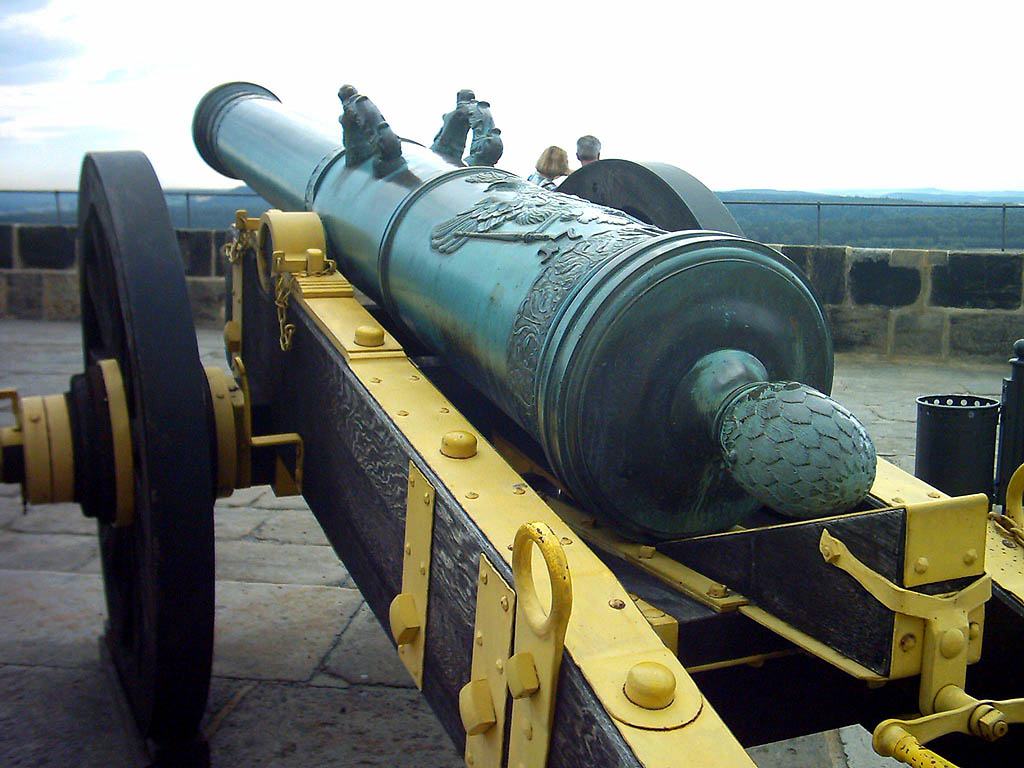
Historické dělo na lafetě

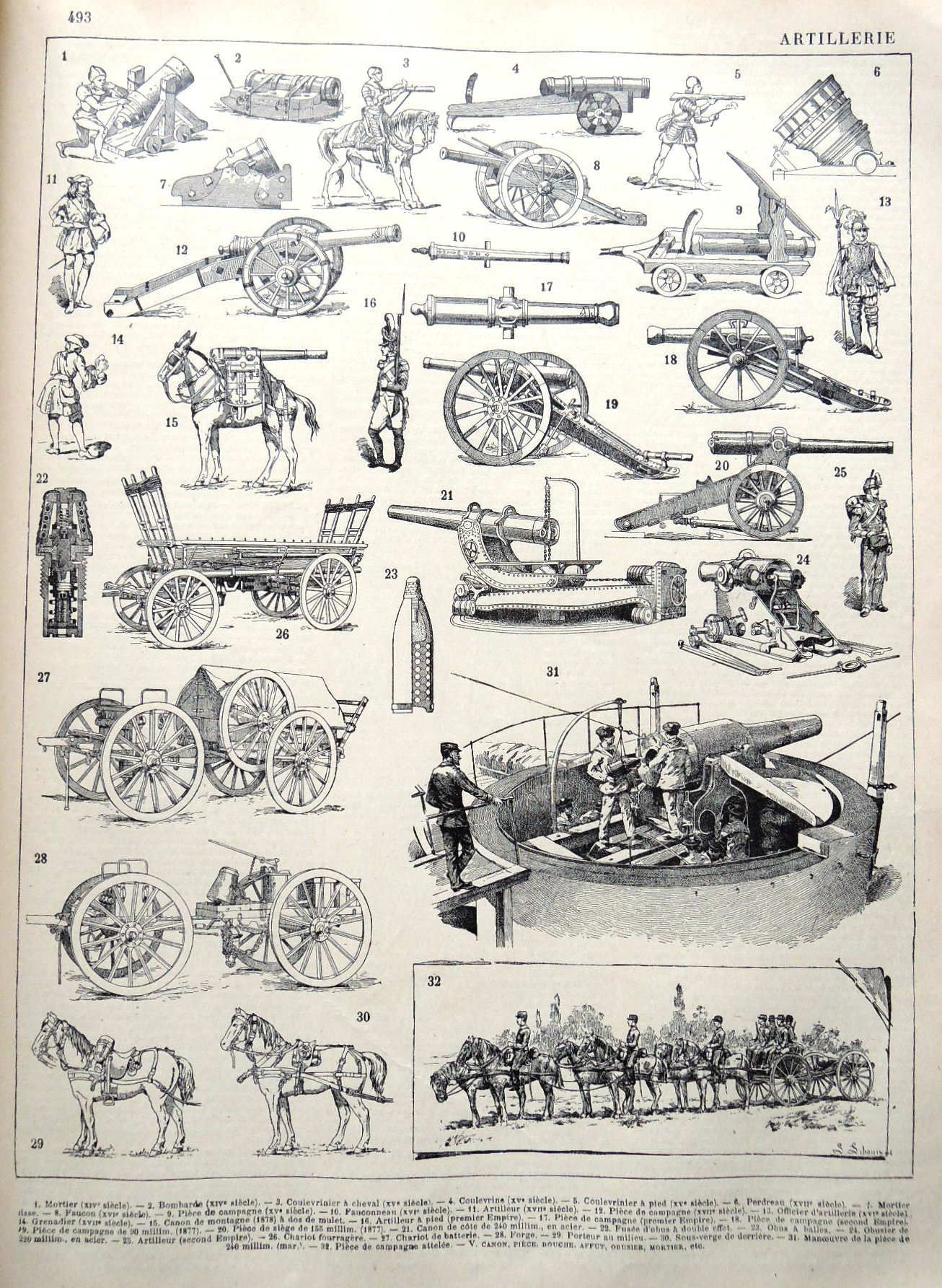
Historická děla (do 1900)

Dělostřelectvo se na bitevních polích začalo objevovat společně s nástupem těžších palných zbraní. Nejstarší známá děla pocházejí z Číny  (dynastie západní Sia) ze 13. století, v Evropě se začala objevovat až za stoleté války, nejstarší zpráva pochází z roku 1356, kdy bylo použito děla při obraně města Breteuil. Většího významu děla nabyla během 15. století. kdy došlo k jejich rozdělení na kanóny, moždíře a houfnice. Nejstarší děla byla zpravidla malá, málo přesná a nepříliš účinná. Větší děla se užívala při dobývání pevností, jejich obsluha byla zdlouhavá a dělostřelcům při ní hrozilo velké nebezpečí, protože nezřídka docházelo k roztržení hlavně. Výbuch roztrženého děla se stal příčinou smrti i pro několik panovníků, jako byl skotský král Jakub II. nebo barmský král Alaungpaja. Zpočátku se děla uplatňovala hlavně při obraně a obléhání pevností, polní dělostřelectvo se poprvé objevilo během husitských válek, kdy se většinou uplatňovalo ve spojení s vozovou hradbou. Od 16. století se pak rozšířily pojízdné lafety tažené koňmi a polní dělostřelectvo se, vzhledem ke specifice obsluhy, přepravy i účinku děl, začalo vyčleňovat jako samostatná armádní složka společně s pěchotou a jízdou, toto dělení si udrželo svou platnost až do 1. světové války. Svůj význam si dělostřelectvo udrželo i průběhu 20. století, kdy se jako nový typ vyvinulo protiletadlové dělostřelectvo. V moderním vojenství dělostřelectvo působí hlavně jako podpora ostatních armádních složek.
Přestože byla tažená děla v průběhu studené války většinou nahrazena samohybnými zbraněmi, stále si udržela místo ve výzbroji moderních armád. Jejich výroba, údržba a provoz jsou levnější a navíc mohou být snáze dopravena po moři a vzduchem, a to i do míst nepřístupných těžší technice. Moderní tažená děla mohou být rychle nasazena do akce, ale na rozdíl od samohybných děl jsou zranitelnější nepřátelskou palbou. Dělostřelecké baterie mohou být odhaleny a zaměřeny téměř s prvním výstřelem, proto potřebují vypálit a potom se rychle přesunout, aby se vyhnuly odpovědi ze strany nepřítele.